# 2012년 MTV 무비 어워드
제21회 MTV 무비 & TV 어워드는 2012년 6월 3일에 열린 시상식이다.

## 수상 및 후보

### 최고의 영화상
- 브레이킹 던 part1 - 빌 콘돈 수상
- 내 여자친구의 결혼식 - 폴 페이그
- 해리 포터와 죽음의 성물 - 2부 - 데이빗 예이츠
- 헬프 - 테이트 테일러
- 헝거게임 : 판엠의 불꽃 - 게리 로스

### 최고의 남자배우상
- 헝거게임 : 판엠의 불꽃 - 조쉬 허처슨 수상
- 서약 - 채닝 테이텀
- 해리 포터와 죽음의 성물 - 2부 - 다니엘 래드클리프
- 50/50 - 조셉 고든 레빗
- 드라이브 - 라이언 고슬링

### 최고의 여자배우상
- 헝거게임 : 판엠의 불꽃 - 제니퍼 로렌스 수상
- 크레이지, 스투피드, 러브 - 엠마 스톤
- 해리 포터와 죽음의 성물 - 2부 - 엠마 왓슨
- 내 여자친구의 결혼식 - 크리스틴 위그
- 밀레니엄 : 여자를 증오한 남자들 - 루니 마라

### 주목할만한 배우상
- 디센던트 - 쉐일린 우들리 수상
- 슈퍼 에이트 - 엘르 패닝
- 헝거게임 : 판엠의 불꽃 - 리암 헴스워스
- 내 여자친구의 결혼식 - 멜리사 맥카시
- 밀레니엄 : 여자를 증오한 남자들 - 루니 마라

### 최고의 키스상
- 브레이킹 던 part1 - 크리스틴 스튜어트 수상
- 크레이지, 스투피드, 러브 - 엠마 스톤
- 해리 포터와 죽음의 성물 - 2부 - 엠마 왓슨 & 루퍼트 그린트
- 헝거게임 : 판엠의 불꽃 - 제니퍼 로렌스 & 조쉬 허처슨
- 서약 - 레이첼 맥아담스

### 최고의 영화속 변신
- 헝거게임 : 판엠의 불꽃 - 엘리자베스 뱅크스 수상
- 스트레스를 부르는 그 이름 직장상사 - 콜린 파렐
- 21 점프 스트리트 - 조니 뎁
- 마릴린 먼로와 함께한 일주일 - 미셸 윌리엄스
- 밀레니엄 : 여자를 증오한 남자들 - 루니 마라

### 최고의 싸움상
- 헝거게임 : 판엠의 불꽃 - 알렉산더 루드윅 vs 제니퍼 로렌스 & 조쉬 허처슨 수상
- 21 점프 스트리트 - 조나 힐 & 채닝 테이텀 vs 키드 갱
- 해리 포터와 죽음의 성물 - 2부 - 랄프 파인즈
- 미션 임파서블 : 고스트 프로토콜 - 톰 크루즈
- 워리어 - 톰 하디 vs 조엘 에저튼

### 최고의 악당상
- 스트레스를 부르는 그 이름 직장상사 - 제니퍼 애니스톤 수상
- 헬프 - 브라이스 달라스 하워드
- 스트레스를 부르는 그 이름 직장상사 - 콜린 파렐
- 내 여자친구의 결혼식 - 존 햄
- 프로젝트 X - 올리버 쿠퍼

### 최고의 코믹연기상
- 내 여자친구의 결혼식 - 멜리사 맥카시 수상
- 21 점프 스트리트 - 조나 힐
- 내 여자친구의 결혼식 - 크리스틴 위그
- 프로젝트 X - 올리버 쿠퍼
- 행오버2 - 자흐 갈리피아나키스

### 최고의 영웅상
- 해리 포터와 죽음의 성물 - 2부 - 해리 포터 수상

### 최고의 속뒤집히는 순간
- 내 여자친구의 결혼식 - 마야 루돌프, 크리스튼 위그, 로즈 번, 멜리사 맥카시, 웬디 맥렌던-커비 & 엘리 켐퍼 수상
- 헬프 - 브라이스 달라스 하워드
- 21 점프 스트리트 - 조나 힐 & 롭 리글
- 드라이브 - 라이언 고슬링
- 미션 임파서블 : 고스트 프로토콜 - 톰 크루즈

### 최고의 음악상
- 21 점프 스트리트 - LMFAO : Party Rock Anthem 수상
- 드라이브 - College and Electric Youth : A Real Hero
- 라이크 크레이지 - Figurine : Impossible
- 프로젝트 X - Kid Cudi : Pursuit of Happiness (Steve Aoki Dance Remix)
- 한나 - The Chemical Brothers : The Devil is in the Details

### 최고의 캐스트
- 해리 포터와 죽음의 성물 - 2부 - 다니엘 래드클리프 외 3명 수상
- 21 점프 스트리트 - 조나 힐 외 5명
- 내 여자친구의 결혼식 - 크리스틴 위그
- 헬프 - 엠마 스톤
- 헝거게임 : 판엠의 불꽃 - 제니퍼 로렌스 외 5명

### MTV 제너레이션상
- 조니 뎁 수상

### MTV 트레일블레이저상
- 엠마 스톤 수상